# Scoliophthalmus centralis
Scoliophthalmus centralis är en tvåvingeart som först beskrevs av Mario Bezzi 1928.  Scoliophthalmus centralis ingår i släktet Scoliophthalmus och familjen fritflugor.
Artens utbredningsområde är Tonga. Inga underarter finns listade i Catalogue of Life.